# Estradiol
El estradiol (E2 o 17β-estradiol, como también oestradiol) es una hormona esteroidea sexual femenina. El estradiol es abreviado E2 ya que tiene dos grupos hidroxilos en su estructura molecular. La estrona tiene 1 (E1) y el estriol tiene 3 (E3). El estradiol es alrededor de 10 veces más potente que la estrona y alrededor de 80 veces más potente que el estriol en sus efectos estrogénicos. A excepción de la fase temprana folicular del ciclo menstrual, sus niveles sanguíneos son algo más altos que los de la estrona durante los años reproductivos de la mujer. Por lo tanto, el estradiol es el estrógeno predominante durante los años reproductivos tanto en los niveles séricos absolutos como también en la actividad estrogénica. Durante la menopausia, la estrona es el estrógeno predominante el cual aumenta por cambio periférico de andrógenos y durante el embarazo, el estriol es el estrógeno predominante en términos de niveles séricos. El estradiol también está presente en los hombres, siendo producida como un metabolito activo de la testosterona por la enzima aromatasa. Los niveles de estradiol en los hombres (8-40 pg/ml) son más o menos comparables a los de una mujer posmenopáusica. El estradiol "en vivo" es inconvertible con estrona; siendo favorecida la conversión del estradiol a estrona. El estradiol no solo tiene un impacto crítico en el funcionamiento sexual y reproductivo, sino que también afecta a otros órganos, incluyendo los huesos.

## Síntesis

Esteroidogénesis humana, mostrando al estradiol, estrona, y estriol en la esquina inferior derecha en rosado.

El estradiol, como otros esteroides, es derivado del colesterol. Después de la división de la cadena lateral y usando la vía delta-5 o delta-4, la androstenediona es el intermediario clave. Una fracción de la androstenediona es convertida a testosterona, que a su vez se somete a la conversión a estradiol por una enzima llamada aromatasa. En una vía alternativa, la androstenediona es aromatizada a estrona, que posteriormente es convertida a estradiol.

## Producción
Durante los años reproductivos, la mayoría del estradiol en las mujeres es producido por las células granulosas de los ovarios por la aromatización de la androstenediona (producida en las células foliculares tecales) a estrona, seguido por la conversión de estrona a estradiol por 17β-beta hidroxiesteroide deshidrogenasa. Pequeñas cantidades de estradiol también son producidas por la corteza suprarrenal, y (en hombres), por los testículos. 
El estradiol no es únicamente producido en las gónadas: En ambos sexos, las hormonas precursoras (específicamente la testosterona) son convertidas por aromatización a estradiol. En particular, el tejido adiposo es activo en convertir los precursores a estradiol, y continúan haciéndolo aun después de la menopausia. El estradiol también es producido en el cerebro y en las paredes arteriales.

## Mecanismo de acción
El estradiol entra libremente a las células e interactúa con el receptor celular. Después de que el receptor estrogénico se haya unido a su ligando, el estradiol puede entrar al núcleo celular de la célula objetivo, y regular la transcripción genética, que lleva a la formación del ARN mensajero. El ARNm interactúa con las ribosomas para producir proteínas específicas que expresan el efecto que el estradiol tiene sobre la célula objetivo.
El estradiol se une bien a ambos receptores estrogénicos, ERα, y ERβ, a diferencia de ciertos otros estrógenos, en particular las medicaciones que actúan en solo uno de estos receptores. Estas medicaciones son llamadas moduladores selectivos de los receptores estrogénicos, o por el acrónimo en inglés SERMs.
El estradiol es el estrógeno natural más potente.

## Metabolismo
En el plasma sanguíneo, la mayoría del estradiol está unido a la globulina fijadora de hormonas sexuales (SHBG), y también a la albúmina. Sólo una fracción del 2,21% (+/- 0,04%) es libre y biológicamente activo, el porcentaje restante se mantiene constante a través del ciclo menstrual. La desactivación incluye la conversión hacia un estrógeno menos activo, tal como la estrona y estriol. El estriol es el principal metabolito urinario. El estradiol es conjugado en el hígado por la formación de sulfato y glucurónido y, como tal, excretado a través de los riñones. Algunos conjugados solubles en agua son excretados a través del conducto biliar, y son parcialmente reabsorbidos después de la hidrólisis del tracto intestinal. Esta circulación enterohepática contribuye en el mantenimiento de los niveles de estradiol.

## Medición
Las mediciones del estradiol en las mujeres refleja principalmente la actividad de los ovarios. Como tal, son útiles en la detección de la referencia base de estrógenos en mujeres con amenorrea o disfunción menstrual, y detectar los estados de hipoestrogenismo y menopausia. Asimismo, el monitoreo de estrógenos durante las terapias de fertilidad evalúa el crecimiento folicular y es útil en el monitoreo del tratamiento. Los tumores que producen estrógeno demuestran niveles persistentemente altos de estradiol y de otros estrógenos. En la pubertad precoz, los niveles de estradiol son inadecuadamente incrementados.

### Rangos

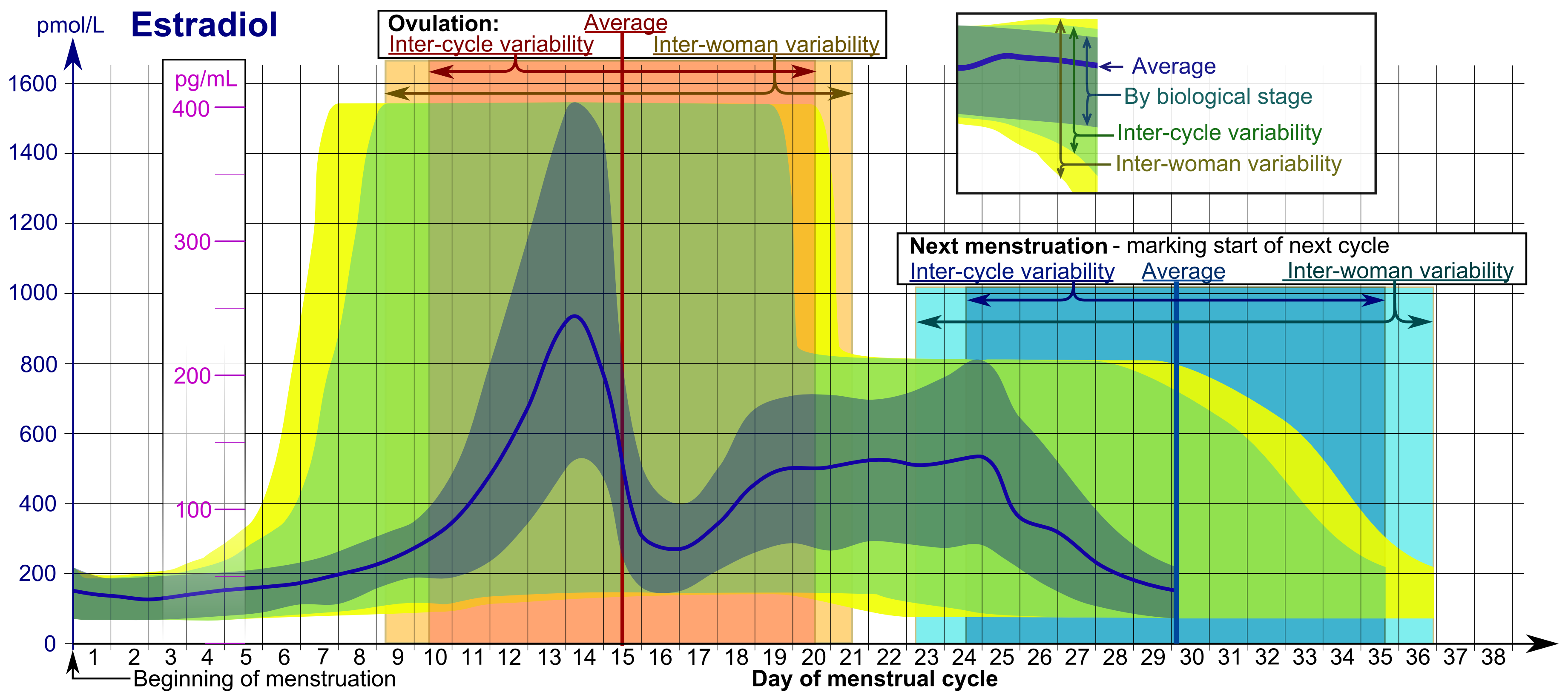
Rangos de referencia para exámenes de sangre de estradiol durante el ciclo menstrual.
- Los rangos denotados By biological stage (por etapas biológicas) pueden ser utilizados en ciclos menstruales en estrecho seguimiento en lo que respecta a otros indicadores de su progreso biológico, con la escala de tiempo siendo comprimida o estirada a que tan más rápido o lento, respectivamente, es el progreso del ciclo comparado con un ciclo promedio.
- Los rangos denotados Inter-cycle variability (variabilidad inter-ciclo) son más apropiados de usar en ciclos no-monitoreados donde sólo el comienzo del ciclo se conoce, y la mujer sabe la duración promedio de su ciclo y tiempo de ovulación, y que son relativamente regulares, con la escala de tiempo siendo comprimida o estirada a que tan más corto o largo, respectivamente, es el ciclo comparado con el promedio de la población.
- Los rangos denotados Inter-woman variability (variabilidad inter-mujer) son más apropiados de usar cuando la duración y tiempo de ovulación son desconocidos, donde sólo el comienzo del ciclo se conoce.

| Rangos de referencia para el estradiol  | Rangos de referencia para el estradiol | Rangos de referencia para el estradiol | Rangos de referencia para el estradiol |
| --------------------------------------- | -------------------------------------- | -------------------------------------- | -------------------------------------- |
| Tipo de paciente                        | Límite inferior                        | Límite superior                        | Unidad                                 |
| Adulto masculino                        | 50                                     | 200                                    | pmol/L                                 |
| Adulto masculino                        | 14                                     | 55                                     | pg/mL                                  |
| Adulto femenino (Fase folicular, día 5) | 70 95% PI (estándar)                   | 500 95% PI                             | pmol/L                                 |
| Adulto femenino (Fase folicular, día 5) | 110 90% PI (usado en el diagrama)      | 220 90% PI                             | pmol/L                                 |
| Adulto femenino (Fase folicular, día 5) | 19 (95% PI)                            | 140 (95% PI)                           | pg/mL                                  |
| Adulto femenino (Fase folicular, día 5) | 30 (90% PI)                            | 60 (90% PI)                            | pg/mL                                  |
| Adulto femenino (máximo pre-ovulatorio) | 400                                    | 1500                                   | pmol/L                                 |
| Adulto femenino (máximo pre-ovulatorio) | 110                                    | 410                                    | pg/mL                                  |
| Adulto femenino (Fase lútea)            | 70                                     | 600                                    | pmol/L                                 |
| Adulto femenino (Fase lútea)            | 19                                     | 160                                    | pg/mL                                  |
| Adulto femenino - Libre                 | 0.5                                    | 9                                      | pg/mL                                  |
| Adulto femenino - Libre                 | 1.7                                    | 33                                     | pmol/L                                 |
| Mujer posmenopáusica                    | N/A                                    | < 130                                  | pmol/L                                 |
| Mujer posmenopáusica                    | N/A                                    | < 35                                   | pg/mL                                  |

En el ciclo menstrual normal, los niveles de estradiol generalmente miden <50 pg/ml durante la menstruación, aumentan con el desarrollo folicular (máximo: 200 pg/ml), bajan ligeramente durante la ovulación, y suben nuevamente durante la fase lútea para un segundo máximo. Al final de la fase lútea, los niveles de estradiol disminuyen a los niveles menstruales a menos que haya un embarazo.
Durante el embarazo, los niveles de estrógeno, incluyendo al estradiol, aumentan de forma constante hacia el término. La fuente de estos estrógenos es la placenta, que aromatiza las prohormonas producidas en la glándula suprarrenal fetal.

## Efectos

### Reproducción femenina
En las mujeres, el estradiol actúa como una hormona de crecimiento para los órganos reproductivos, apoyando el revestimiento de la vagina, las glándulas cervicales, el endometrio, y el revestimiento de las trompas de Falopio. Realza el crecimiento del miometrio. El estradiol parece ser necesario para el mantenimiento de los ovocitos en el ovario. Durante el ciclo menstrual, el estradiol producido por el folículo en crecimiento produce, por medio de un sistema de feedback positivo, unos eventos en el hipotálamo-hipófisis que llevan a un incremento en los niveles de hormona luteinizante, induciendo la ovulación. En la fase lútea, el estradiol junto a la progesterona, preparan al endometrio para la implantación. La producción de estradiol participa también en cambios fisiológicos en el aparato reproductor femenino sobre el mucus cervical. Este mucus presenta una estructura reticular que dificulta el paso de espermatozoides y microorganismos. No obstante, el estradiol, tras la ovulación, modifica su estructura consiguiendo la apertura de canales que favorecen el paso de los espermatozoides. Durante el embarazo, los niveles de estradiol aumentan debido a la placenta que aromatiza las prohormonas producidas en la glándula suprarrenal fetal. En los mandriles, el bloqueo de la producción de estrógeno conduce a una pérdida de embarazo, lo que sugiere que el estradiol tiene un rol en el mantenimiento del embarazo. Unas investigaciones están analizando el rol de los estrógenos en el proceso de la iniciación del parto. Las acciones del estradiol son requeridas antes de la exposición previa de progesterona en la fase lútea.

### Desarrollo sexual
El desarrollo de las características sexuales secundarias en las mujeres es impulsado por los estrógenos, para ser específico, estradiol. Estos cambios son iniciados en la pubertad, la mayoría se realzan durante la edad reproductiva, y se vuelven menos pronunciadas con la disminución del apoyo del estradiol después de la menopausia. Así, el estradiol aumenta el desarrollo de los pechos, y es responsable de los cambios en la figura del cuerpo, afectando los huesos, las articulaciones y depósitos de grasa. La estructura lipídica y la composición de la piel son modificadas por el estradiol.
La drogas que se utilizan como bloqueadores de la pubertad, para evitar el desarrollo sexual en las infancias trans, son análogos a la hormona liberadora de gonadotropina (GnRHa).

### Reproducción masculina
El efecto del estradiol (y otros estrógenos) en la reproducción masculina es compleja. El estradiol es producido en las células de Sertoli de los testículos (aromatiza la testosterona a 17β-estradiol). Su función es prevenir la apoptosis de las células de esperma masculina.
Varios estudios han notado una disminución en los conteos de espermatozoides en varias partes del mundo, y la exposición a estrógenos en el medio ambiente ha sido postulado de ser la causa. La supresión de la producción de estradiol en una subpoblación de hombres subfértiles podría mejorar el análisis de semen.
Los hombres con un trastorno genético en los cromosomas sexuales, tales como el síndrome de Klinefelter, tendrán niveles elevados de estradiol.

### Masa ósea
El estradiol tiene un profundo efecto en las masa ósea. Los individuos sin estradiol (y otros estrógeno) serán altos y eunucoides, ya que el cierre de las epífisis es retrasado o no podría efectuarse. La estructura de los huesos también es afectada, resultando en una temprana osteopenia y osteoporosis. Las mujeres después de la menopausia experimentan una pérdida acelerada de masa ósea debido a una deficiencia de estrógenos.

### Hígado
El estradiol tiene efectos complejos en el hígado. Puede llevar a la colestasis. El estradiol afecta la producción de varias proteínas, incluyendo lipoproteínas, proteínas de unión, y proteínas responsables de la coagulación.

### Cerebro
Los estrógenos pueden ser producidos en el cerebro a partir de precursores de esteroides. Han sido encontrados de tener una función neuroprotectora como antioxidante.
El sistema feedback positivo y negativo del ciclo menstrual involucra al estradiol ovárico como el vínculo con el sistema hipotalámico-pituitario para regular las gonadotropinas.
Los estrógenos son considerados a jugar un rol significativo en la salud mental de las mujeres, con vínculos sugeridos entre los niveles de hormona, el ánimo y el bienestar. Las caídas repentinas, fluctuaciones, o periodos prolongados de ellas pueden estar correlacionadas con una reducción significativa del ánimo. La recuperación clínica de la depresión postparto, perimenopausia, y postmenopausia ha demostrado ser efectiva después de que los niveles de estrógeno hayan sido estabilizados y/o restaurados.

### Vasos sanguíneos
Los estrógenos afectan ciertos vasos sanguíneos. Se ha demostrado que mejoran el flujo sanguíneo en las arterias coronarias.

### Oncogén
Se sospecha que los estrógenos activan ciertos oncogenes, ya que fomentan algunos cánceres, en particular el cáncer de mama y endometrio. Además, varias enfermedades ginecológicas son dependientes de los estrógenos, tales como la endometriosis, leiomioma uterino, y el sangrado uterino.

### Embarazo
El efecto del estradiol, junto con la estrona y estriol, en el embarazo es poco claro. Ellos podrían promover el flujo sanguíneo uterino, crecimiento miometrial, estimular el crecimiento del busto y durante el término, promover el ablandamiento cervical y la expresión de receptores de oxitocina miometriales.

## Rol en la diferenciación sexual del cerebro
Uno de los giros interesantes en la diferenciación sexual mamífera es que el estradiol es uno de los dos metabolitos activos de la testosterona en los machos (el otro es la dihidrotestosterona), y ya que los fetos de ambos sexos están expuestos a niveles similarmente altos de estradiol maternal, esta fuente no puede tener un impacto significativo en la diferenciación sexual prenatal. El estradiol no puede ser fácilmente transferido desde la circulación sanguínea hasta el cerebro, mientras que la testosterona si; por lo tanto la diferenciación sexual puede ser causada por la testosterona en el cerebro de la mayoría de los mamíferos masculinos, incluyendo los humanos, al aromatizarse en cantidades significativas a estradiol. También existe evidencia de que la programación del comportamiento sexual masculino de los animales es ampliamente dependiente del estradiol producido de la testosterona en el sistema nervioso central durante la vida prenatal e infancia temprana. Sin embargo, se desconoce si este proceso juega un papel mínimo o significativo en el comportamiento sexual humano, aunque la evidencia de otros mamíferos tiende a indicar que si lo hace.
Recientemente, los volúmenes de las estructuras sexualmente dimórficas del cerebro en los machos fenotípicos fueron encontrados a cambiar para aproximarse a aquellas estructuras del cerebro femenino cuando estas fuesen expuestas a estradiol durante un periodo de meses. Esto sugiere que el estradiol tiene un rol importante en la diferenciación sexual del cerebro, tanto antes del nacimiento como durante toda la vida.

## Medicamentos de estradiol

Etinilestradiol. El ingrediente de estrógeno más común en las píldoras anticonceptivas.

Los estrógenos se comercializan de varias maneras para tratar los problemas del hipoestrogenismo. Existen preparaciones orales, transdérmicas, tópicas, inyectables, y vaginales. Además, la molécula del estradiol puede ser enlazada con un grupo alcano en la posición C3 para facilitar la administración. Tales modificaciones dan origen al acetato de estradiol (para aplicaciones orales y vaginales) y al cipionato de testosterona (inyectable).
Las preparaciones orales no son necesariamente absorbidas como uno esperaría, ya que son sujetas a pasar por el hígado donde pueden ser metabolizadas, y también tener efectos secundarios no deseados. Por lo tanto, se han desarrollado vías de administración que evitan al hígado antes de llegar a los órganos de objetivo principal. Las vías transdérmicas y transvaginales no están sujetas a pasar primero por el hígado.
El etinilestradiol es el ingrediente de estrógeno más común en las píldoras anticonceptivas, es una alteración más profunda de la estructura del estradiol.

## Terapias

### Terapia de reemplazo hormonal
Si se presentan efectos secundarios severos debido a bajos niveles de estradiol en mujeres (comúnmente al inicio de la menopausia o después de una ooforectomía), una terapia de sustitución hormonal puede ser prescrita. A menudo, este tipo de tratamiento es combinado con un progestágeno
La terapia de estrógenos también puede ser usada para tratar la infertilidad en mujeres cuando hay una necesidad de desarrollar un moco cervical "amigable" para los espermatozoides o un revestimiento del útero apropiado. Esto es generalmente prescrito junto con clomifeno.
La terapia de estrógenos también puede ser utilizado para tratar un cáncer prostático avanzado, como también para aliviar los síntomas del cáncer de mama.
La terapia de estrógenos también es usada para mantener los niveles de hormonas femeninas en las mujeres transexuales.

### Bloqueo de estrógenos
Inducir un estado de hipoestrogenismo puede ser beneficioso en ciertas situaciones donde los estrógenos están contribuyendo a efectos indeseados, por ejemplo, ciertos tipos de cáncer de mama, ginecomastia, y un cierre prematuro de las epífisis. Los niveles de estrógenos pueden ser reducidos inhibiendo la producción de la hormona liberadora de gonadotrofina, bloqueando la enzima aromatasa usando inhibidores de aromatasa, o usando antagonistas de estrógenos tales como el tamoxifeno para reducir los efectos de los estrógenos. Se sabe que la linaza reduce los niveles de estradiol.

### Anticonceptivo hormonal
Un tipo de estrógeno derivado del estradiol, el etinilestradiol, es un componente importante de los métodos anticonceptivos hormonales. Los tipos combinados de anticoncepción hormonal contienen etinilestradiol y una progestina, donde ambos contribuyen a la inhibición de la GnRH, LH, y FSH, que explica la habilidad de estos métodos anticonceptivos de prevenir la ovulación y así prevenir el embarazo. Otros métodos anticonceptivos hormonales contienen sólo progestinas y no contienen etinilestradiol.

## Efectos adversos
Los efectos adversos, que pueden ocurrir como resultado del uso del estradiol y han sido asociados con terapias de estrógeno y/o progestina, incluyen cambios en el sangrado vaginal, dismenorrea, aumento de tamaño de leiomiomas uterinas, vaginitis incluyendo la candidiasis vaginal, cambios en la secreción cervical y ectropión cervical, cáncer de ovario, hiperplasia endometrial, cáncer de endometrio, secreción del pezón, leche de bruja, cambios fibroquísticos en los pechos y cáncer de mama. Efectos cardiovasculares incluyen dolor de pecho, trombosis venosas profundas y superficiales, tromboembolismo pulmonar, tromboflebitis superficial, infarto agudo de miocardio, accidente cerebrovascular, y un incremento en la presión sanguínea. Efectos gastrointestinales incluyen náuseas y vómitos, calambres abdominales, hinchazón, diarrea, dispepsia, disuria, gastritis, ictericia colestásica, aumento en los incidentes de enfermedades de la vesícula biliar, pancreatitis, o agrandamiento de hemangiomas hepáticos. Efectos adversos en la piel incluyen cloasmas o melasmas que podrían continuar a pesar de la discontinuación de la droga. Otros efectos adversos en la piel incluyen eritema multiforme, eritema nodoso, otitis media, erupciones hemorrágicas, pérdida de cabello, hirsutismo, prurito, o eflorescencia. Efectos adversos en los ojos incluyen trombosis vascular retinal, un empinamiento de la curvatura de la córnea o intolerancia a los lentes de contacto. Efectos adversos en el sistema nervioso central incluyen dolor de cabeza, migraña, mareo, depresión mental, coreia, trastornos de ansiedad, trastornos del estado de ánimo, irritabilidad, y empeoramiento de la epilepsia. Otros efectos adversos incluyen cambios en el peso corporal, tolerancia reducida a los carbohidratos, empeoramiento de la porfiria, edema, artralgia, bronquitis, calambres en las piernas, hemorroides, cambios en la libido, urticaria, angioedema, reacciones anafilaxias, síncope, dolor de muelas, trastorno de dientes, incontinencia urinaria, hipocalcemia, exacerbación del asma, y un aumento en los triglicéridos.
El estrógeno combinado con la medroxiprogesterona es asociado con un aumento del riesgo de demencia. No se sabe si la ingesta del estradiol por sí solo es asociado con un aumento del riesgo de demencia. Los estrógenos se deberían utilizar  la menor cantidad de tiempo posible a la menor dosis efectiva debido a estos riesgos. La reducción de las dosis del medicamento se debería hacer de forma cónica cada tres a seis meses.
El benzoato de estradiol, utilizado para tratar la artritis endocrina, aumenta la sensibilidad alérgica a la tuberculina hasta mil veces.

## Interacciones
La hierba de San Juan, el fenobarbital, la carbamazepina, y rifampicina disminuyen los niveles de estrógenos, tales como el estradiol, al acelerar el metabolismo de los mismos, mientras que la eritromicina, claritromicina, el ketoconazol, itraconazol, ritonavir y el jugo de toronja pueden retardar su metabolismo, llevando a un aumento en los niveles de estradiol en el plasma sanguíneo.

## Contraindicaciones
El estradiol debería ser evitado cuando hay un sangrado anormal genital no diagnosticado, cuando hay un cáncer de mama, sospecha o historia del mismo, tratamientos para enfermedades metastásicas, una neoplasia estrógeno-dependiente o sospecha del mismo, trombosis venosa profunda, embolismo pulmonar, o antecedentes de estas enfermedades tromboembólicas activas o recientes tales como infartos, infarto de miocardio, disfunción o enfermedad hepática. El estradiol no debería ser consumido por gente con una hipersensibilidad/alergia o aquellas que están embarazadas o sospechan de un embarazo.